# Meuselwitz
Meuselwitz là một thị xã ở huyện Altenburger Land district, trong bang Thüringen, Đức. Đô thị Meuselwitz có diện tích 56,99 km². Đô thị này có cự ly 12 km về phía tây bắc của Altenburg và 11 km về phía đông của Zeitz.
Trong đệ nhị thế chiến, một phân trại của trại tập trung Buchenwald nằm ở đây. Trại này cung ứng lao động khổ sai cho HASAG.